# Mimeusemia limbata
Mimeusemia limbata là một loài bướm đêm trong họ Noctuidae.